# Strung Out
Strung Out es una banda de música punk rock procedente de Simi Valley, California (Estados Unidos), formada en 1989. Son conocidos por su estilo en el que mezclan aspectos del punk rock, hardcore melódico, rock progresivo y heavy metal. Técnicos y agresivos, y aun así melódicos y emocionales, han emergido como una de las bandas más fuertes y creativas del punk melódico de su escena local.

## Miembros

### Miembros actuales
- Jason Cruz - voz
- Chris Aiken - guitarra
- Rob Ramos - guitarra
- Derik Envy - bajo
- Daniel Blume - batería

### Miembros anteriores
- Adam Austin - batería (1989–1992)
- Brad Morrison - batería (1992–1993)
- Jim Cherry - bajo (1989–1999) (fallecido)
- Jake Kiley - guitarra (1993–2024)
- Jordan Burns - batería (1993–2018)
- RJ Shankle - batería (2018–2022)

## Discos
Álbumes de estudio
- Another Day in Paradise (1994)
- Suburban Teenage Wasteland Blues (1996)
- Twisted by Design (1998)
- An American Paradox (2002)
- Exile in Oblivion (2004)
- Blackhawks Over Los Angeles (2007)
- Agents of the Underground (2009)
- Transmission.Alpha.Delta (2015)
- Black out the Sky (2018)
- Songs of Armor and Devotion (2019)
- Dead Rebellion (2024)

Otros
- Crossroads & Illusions (1998)
- The Element of Sonic Defiance (2000)
- Live In A Dive: Strung Out (2003)
- Prototypes and Painkillers (2009)
- Top Contenders: The Best of Strung Out (2011)
- Suburban Teenage Wasteland Blues (Reissue) (2014)
- Twisted By Design (Reissue) (2014)
- Volume One (Box Set) (2014)
- Another Day In Paradise (Reissue) (2014)